# Пала (волость)
Па́ла (ест. Pala vald) — волость в Естонії, одиниця самоврядування в повіті Йиґевамаа з 30 квітня 1992 по 23 жовтня 2017 року.

## Географічні дані
Площа волості — 156,7 км2, чисельність населення на 1 січня 2017 року становила 1072 особи.

## Населені пункти
Адміністративний центр — село Пала.
На території волості розташовувалися 23 села (küla):
Ассіквере (Assikvere), Веа (Vea), Гааваківі (Haavakivi), Етенійді (Äteniidi), Кадріна (Kadrina), Кіртсі (Kirtsi), Кодавере (Kodavere), Коканурґа (Kokanurga), Люматі (Lümati), Метсанурґа (Metsanurga), Моку (Moku), Нива (Nõva), Пала (Pala), Пераметса (Perametsa), Пійбумяе (Piibumäe), Пійріварбе (Piirivarbe), Пуніквере (Punikvere), Раатвере (Raatvere), Ранна (Ranna), Сассуквере (Sassukvere), Сииру (Sõõru), Сяерітса (Sääritsa), Таґумаа (Tagumaa).

## Історія
30 квітня 1992 року Паласька сільська рада була перетворена у волость зі статусом самоврядування.
22 червня 2017 року Уряд Естонії постановою № 97 затвердив утворення нової адміністративної одиниці шляхом об'єднання територій волості Пала та самоврядувань зі складу повіту Тартумаа: міста-муніципалітету Калласте та волостей Алатсківі, Вара й Пейпсіяере. Новий муніципалітет отримав назву волость Пейпсіяере. Зміни в адміністративно-територіальному устрої, відповідно до постанови, мали набрати чинності з дня оголошення результатів виборів до волосної ради нового самоврядування.
15 жовтня 2017 року в Естонії відбулися вибори в органи місцевої влади. Утворення волості Пейпсіяере набуло чинності 23 жовтня 2017 року. Волость Пала вилучена з «Переліку адміністративних одиниць на території Естонії».